# You're Gorgeous
You're Gorgeous è un brano musicale del gruppo britannico Babybird, pubblicato nel 1996 come secondo singolo estratto dal loro sesto album Ugly Beautiful.
È il brano di maggior successo commerciale del gruppo, nonché l'unico ad aver raggiunto la top ten nella classifica britannica dei singoli e la top 40 in Australia, Irlanda, Islanda, Italia, Nuova Zelanda e Svezia.

## Descrizione
Malgrado l'apparenza di una canzone d'amore, il brano descrive in tono sarcastico il punto di vista di una modella che viene sfruttata da un fotografo. Il cantante e autore della canzone, Stephen Jones, ha affermato che il brano non è "una canzone propriamente pop. È anzi abbastanza maligna e sgradevole; se qualcuno te la dedicasse non dovresti prenderla come un complimento, anche se la gente la suona ai matrimoni."

## Accoglienza
You're Gorgeous ha raggiunto la terza posizione nella classifica britannica dei singoli più venduti nell'ottobre 1996 ed è stato il ventisettesimo singolo più venduto del 1996 nel Regno Unito, dove ha anche ottenuto la certificazione di disco di platino con più di 600 000 copie vendute.
La canzone ha inoltre ricevuto una candidatura per British Single of the Year ai BRIT Awards del 1997, senza però vincere il riconoscimento, andato a Wannabe delle Spice Girls. In Italia la canzone ha raggiunto la 18ª posizione nella classifica dei brani più ascoltati ad aprile del 1998, due anni dopo la pubblicazione in patria, dopo essere stata adoperata come colonna sonora per lo spot di una nota marca di acqua minerale.
Nella sua recensione all'album Ugly Beautiful, AllMusic elogia You're Gorgeous definendolo un "brano pop orecchiabile senza alcuno sforzo" che "irradia una sessualità deviata".

## Impatto
Nel 2023 la canzone è stata inserita nella colonna sonora del film Saltburn, edita da Polydor Records.

## Classifiche
| Classifica  | Posizione massima |
| ----------- | ----------------- |
| Italia      | 18                |
| Regno Unito | 3                 |